# Robbie Fowler
Robert Bernard „Robbie” Fowler (n. 9 aprilie 1975, Merseyside, Anglia, Regatul Unit) este un fotbalist britanic retras din activitate, care a jucat pe post de atacant la echipe ca Liverpool, Manchester City și Leeds United. Pe plan internațional, are prezențe la națională pentru Anglia U-21⁠(d), Anglia B⁠(d) și Anglia. După încheierea carierei, a devenit antrenor, și a antrenat, printre altele, Brisbane Roar FC, East Bengal Club⁠(d) și Muangthong United F.C.⁠(d).
Robbie Fowler era cunoscut drept un golgheter înnăscut cu un simț al porții dezvoltat. Este cunoscut pentru activitatea sa la clubul de fotbal Liverpool FC, pentru care a marcat în total 183 de goluri.

## Titluri

### Echipă
Liverpool
- Cupa FA: 2000–2001
- League Cup: 1994–1995, 2000–2001
- FA Charity Shield: 2000–2001
- Cupa UEFA: 2000–2001
- Supercupa Europei: 2000–2001

### Internațional
Anglia
- Campionatul European U-18 - 1993

## Legături externe
- Robbie Fowler la Soccerbase
- Profilul lui Robbie Fowler la liverpoolfc.com